# Сатърдейс
„Сатърдейс“ (на английски: The Saturdays, в превод Съботите) е британско-ирландска изцяло дамска поп група, създадена през 2007 година с членове Уна Хаали, Моли Кинг, Франки Бридж, Ванеса Уайт и Рочил Хюмс. Имат издадени четири студини албума, една компилация, два мини-албума и 18 сингъла.

## Музикална кариера

### 2007 – 2009:Създаване, Chasing Lights и The Work Tour
„The Saturdays“ е сформирана през 2007 г. като две от момичетата Франки и Рочил са били бивши членове на групата S Club 8. След създаването групата подписва договор с Polydor след това и с Fascination.
През юли 2008 г. излиза дебютният им сингъл „If This Is Love“ който заема осмо място във Великобритания. След това тръгват като подгряващи звезди на турнето на Гърлс Алауд „Tangled Up Tour“. През октомври същата година излиза песента „Up“ и достига до пета позиция в UK Singles Chart, а по-късно излиза на пазара и дебютният албум „Chasing Lights“. Той достига до девета позиция във Великобритания и е продаден от общо 400 хиляди копия. В началото на 2009 излиза третият сингъл от албума „Issues“ и достига до 4 място. През пролетта на 2009 тръгват на турне, а през март излиза песента „Just Can't Get Enough“ и достига до второ място във Великобритания. През юни излиза последният сингъл от албума „Work“ която се изкачва до 22 място.

### 2009 – 2011:Wordshaker and Headlines!
През октомври 2009 г. излиза песента „Forever Is Over“ и се изкачва до второ място в UK Singles Chart. Седмица след издаването на сингъла излиза и вторият студиен албум „Wordshaker“. Албумът достига до девета позиция, а продажбите от него са 100 хиляди копия. В началото на 2010 излиза и песента „Ego“ която застава на девета позиция.
През лятото на 2010 г. излиза песента „Missing You“ и се задържа на трета позиция, а седмица след излзането на песента е издаден и първият мини-албум „Headlines!“ и има по-голям успех от издадените два и достига до трета позиция във Великобритания, а продажбите от него са 200 хиляди копия. През есента е излиза сингъла „Higher“ които достига до десето място. В началото на 2011 тръгват на второто си турне.

### 2011 – 2012:On Your Radar и Arena Tour
Групата започва да работи по записи за третия студиен албум който трябва да излезе до края на 2010, но се отлата. През май излиза пилотният сингъл от албума „Notorious“ и достига до осмо място във Великобритания. През лятото на 2011 излиза видеото на песента „All Fired Up“, а сингъла излиза в началото на септември и достига до трето място. През есента излиза видеото на песента към третия сингъл от предстоящия албум „My Heart Takes Over“, а самия сингъл е издаден през ноември. Песента достига до 15 място. На 21 ноември излиза третият студиен албум „On Your Radar“ и достига до 23 място във Великобритания, а месец по-късно тръгват на третото си турне.

### 2012 – 2013:Chasing the SaturdaysиLiving For The Weekend
На 30 март 2012 г. по BBC Radio 1 в The Chris Moyles Show представят новият си сингъл „30 Days“, който излиза на 14 май. Песента се нарежда на 7 позиция в UK Singles. През декември същата година излиза следващият сингъл „What About Us“ изкачил се до 1 място. В края на януари 2013 г. излиза вторият мини-албум „Chasing the Saturdays“, който е издаден само за САЩ и Канада. На 28 юни излиза „Gentleman“, който заема 14 позиция в британския чарт за песни. Следващият сингъл се появява на 4 октомври, а той е „Disco Love“, а на 14 същия месец излиза четвъртият албум на групата „Living for the Weekend“, който заема 10 място във Великобритания. През април 2014 г. излиза и последния сингъл от албума „Not Giving Up“, който се нарежда на 19 място в класацията за песни.

### 2014:Finest Selection: The Greatest Hitsи Разпадане
На 11 август 2014 г. излиза първият сборен албум на групата „Finest Selection: The Greatest Hits“ събрал всички сингли на групата и се нарежда на 10 място в класацията за албуми. Паралелно с излизането на албума е издаден и нов сингъл „What Are You Waiting For?“ заставайки на 38 позиция в чарта за сингли. Месец по-късно тръгват на последното си турне и се разделят.

## Дискография

### Студийни албуми
- „Chasing Lights“ (2008)
- „Wordshaker“ (2009)
- „On Your Radar“ (2011)
- „Living For The Weekend“ (2013)

### Компилации
- „Finest Selection: The Greatest Hits“ (2014)

### EP албуми
- „Headlines!“ (2010)
- „Chasing The Saturdays“ (2013)

### Сингли
- „If This Is Love“ (2008)
- „Up“ (2008)
- „Issues“ (2009)
- „Just Can't Get Enough“ (2009)
- „Work“ (2009)
- „Forever Is Over“ (2009)
- „Ego“ (2010)
- „Missing You“ (2010)
- „Higher“ (с Flo Rida) (2010)
- „Notorious“ (2011)
- „All Fired Up“ (2011)
- „My Heart Takes Over“ (2011)
- „30 Days“ (2012)
- „What About Us“ (с Sean Paul) (2012)
- „Gentleman“ (2013)
- „Disco Love“ (2013)
- „Not Giving Up“ (2014)
- „What Are You Waiting For?“ (2014)

## Видеоклипове
| Видеоклип                 | Премиера | Албум                               |
| ------------------------- | -------- | ----------------------------------- |
| If this is love           | 2008     | Chasing lights                      |
| Up                        | 2008     | Chasing lights                      |
| Issues                    | 2009     | Chasing lights                      |
| Just can't get enough     | 2009     | Chasing lights                      |
| Work                      | 2009     | Chasing lights                      |
| Forever is over           | 2009     | Wordshaker                          |
| Ego                       | 2010     | Wordshaker                          |
| Missing you               | 2010     | Headlines!                          |
| Higher                    | 2010     | Headlines!                          |
| Higher (с Flo Rida)       | 2010     | Headlines!                          |
| Notorious                 | 2011     | On your radar                       |
| All fired up              | 2011     | On your radar                       |
| My heart takes over       | 2011     | On your radar                       |
| 30 days                   | 2012     | Living for the weekend              |
| What about us             | 2012     | Living for the weekend              |
| Gentleman                 | 2013     | Living for the weekend              |
| Disco love                | 2013     | Living for the weekend              |
| Not giving up             | 2014     | Living for the weekend              |
| What are you waiting for? | 2014     | Finest selection: The greatest hits |

### Видео албуми
- „Headlines! Live From The Hammersmith Apollo“ (2011)

## Филмография
- „Chasing the Saturdays“ (2013)

## Турнета

### Самостоятелни
- „The Work Tour“ (2009)
- „The Headlines Tour“ (2011)
- „All Fired Up! Live“ (2011)
- „Greatest Hits Live!“ (2014)

### Подгряващи
- Гърлс Алауд – „Tangled Up Tour“ (2008)
- Тейк Дат – „TTake That Presents: The Circus Live“ (2009)
- Уил Янг – „The Hits Tour“ (2010)
- Бойзоун – „Brother Tour“ (2011)